# Charles Lucien Bonaparte
Charles Lucien Jules Laurent Bonaparte (24 de maio de 1803 – 29 de julho de 1857) foi um zoólogo francês. Era filho de Lucien Bonaparte, sobrinho de Napoleão Bonaparte e casou-se com sua prima Zénaida Letícia Júlia Bonaparte, ou, Zenaida Bonaparte, filha de Júlia Clary e José Bonaparte.

## Trabalho
Em 1835, Charles Lucien Bonaparte descreveu cientificamente pela primeira vez a espécie Tetronarce nobiliana, também conhecida por Tremelga-Negra, uma espécie de raia-elétrica da família Torpedinidae.